# Тенизская нефтегазоносная область
Тенизская нефтегазоносная область в геологическом отношении связана с одноименной впадиной, размерами 300x200-250 км и общей площадью 70 тыс км²
С севера на ограничена Кокшетауской глыбой, с юго-запада горно-складчатыми сооружениями Улытау, с востока — Ерментау.
От Чу-Сарысуйской области впадина оделена Сарысу-Тенизским поднятием.
Сейсмические работы МОВ и КМПВ[прояснить] начали проводиться здесь с 1949 года, и в различных модификациях выполнялись в период 1959—1962, 1972—1973, 1976—1988 и 1993—1994 гг.
В результате региональных и поисковых работ получены представления о региональной структуре впадины и о локальных структурах.

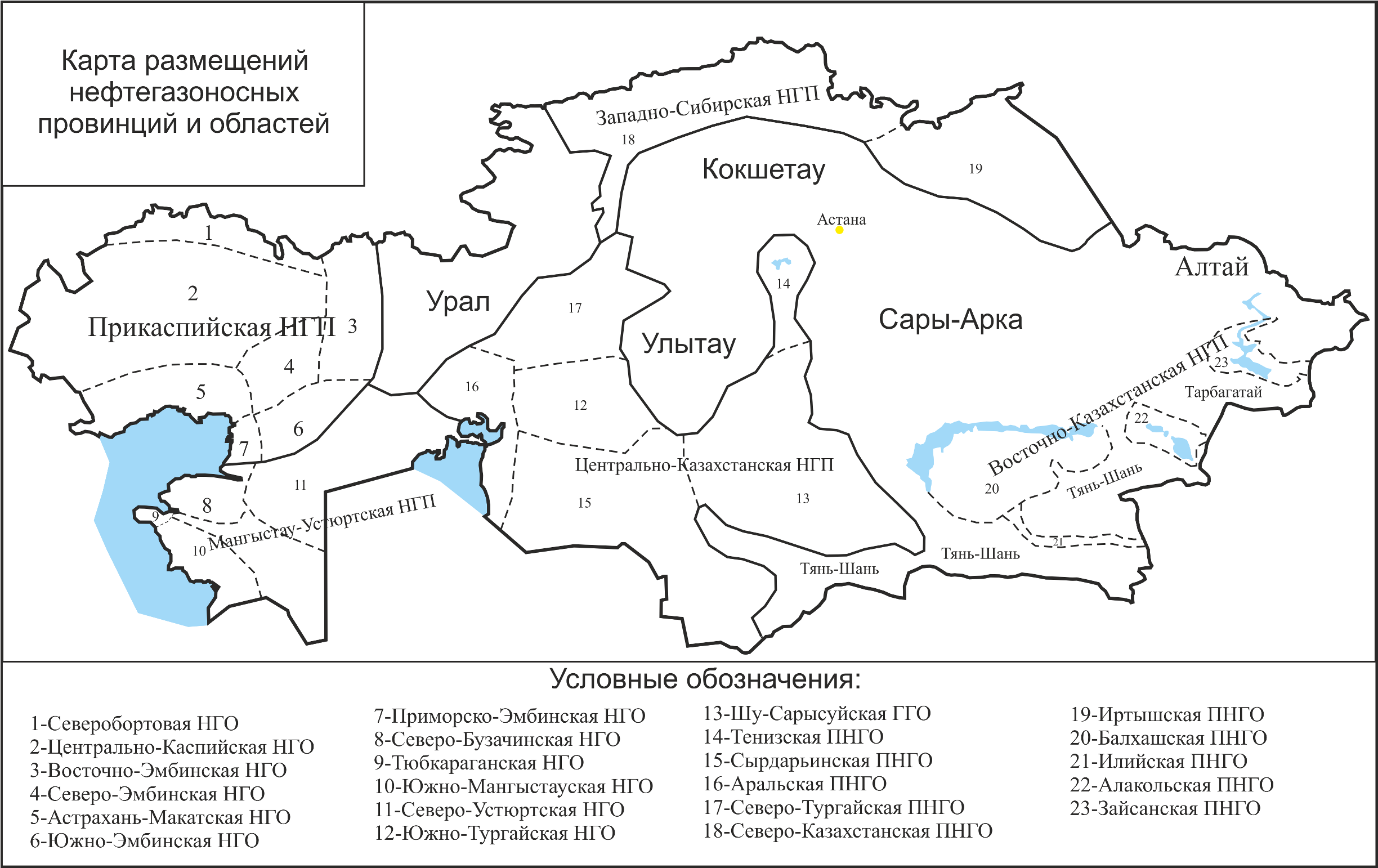

Глубокое бурение начато в 1952 году (Тенизская опорная скважина ОП-1, которая на глубине 1496 м вскрыла гранодиориты).
В 1954 году на Истембетском поднятии пробурена скважина Р-1 глубиной 3002 м, остановленная забоем в нижнекаменноугольных отложениях.
С учетом работ на другие полезные ископаемые во впадине пробурено около 20 скважин с глубинами 1000—1800 м. Все буровые работы были выполнены, главным образом, в запад-юго-западных районах впадины.